# David Fuxman
David Fuxman (9 dicembre 1990) è un arbitro di calcio israeliano.

## Carriera
Divenuto internazionale nel 2020, arbitra il suo primo match in Europa il 22 luglio 2021, tra Olimpia Lubiana e Birkirkara valido per le qualificazioni di Europa Conference League. Il 4 settembre 2021 dirige la sua prima partita tra nazionali maggiori, nell'incontro di qualificazioni ai mondiali tra Lettonia e Norvegia.